# Libyastus selindae
Libyastus selindae är en loppart som beskrevs av De Meillon 1940. Libyastus selindae ingår i släktet Libyastus och familjen fågelloppor. Inga underarter finns listade i Catalogue of Life.